# Prostaterios (Monat)
Prostaterios (altgriechisch Προστατήριος) ist ein Monat des böotischen Kalenders.
Er war der dritte Monat nach dem Hermaios und vor dem Agrionios, im julianischen Kalender entspricht ihm ungefähr der Monat März. Der Name wird auf die Epiklese Prostaterios zurückgeführt, mit der vor allem der Gott Apollon als Schutzgottheit in Böotien und Attika verehrt wurde. Literarisch bezeugt ist der Monat bei Plutarch, inschriftlich ist er aus Chaironeia, Tanagra und Theben bekannt.